# 下山 (臺灣)
下山，是臺灣新竹縣芎林鄉的一個傳統地域名稱，位於該鄉西北部。相較於今日行政區，其範圍大致與下山村相近。

## 歷史
台灣清治末期至日治初期，下山地區為一街庄，稱為「下山庄」，隸屬於竹北一堡。該庄北與犁頭山下庄、犁頭山庄為鄰，東與石頭坑庄為鄰，東南邊及南邊為上山庄，西邊為三崁店庄。
1901年（日治明治三十四年）11月，全台廢縣廳改設二十廳，該庄隸屬於新竹廳。1909年（明治四十二年）10月，合併二十廳為十二廳，該庄隸屬不變。1920年（大正九年），廢十二廳改設五州二廳，該庄改制為「下山」大字，隸屬於新竹州竹東郡芎林庄，大字下有「下山」、「五座屋」小字名。
戰後芎林庄改制為芎林鄉，隸屬於新竹縣，大字亦改制為村。1950年桃、竹、苗分治，芎林鄉隸屬不變。

## 交通
縣道120號是竹北下斗崙至尖石八五大橋的道路，也是頭前溪北岸的主要道路，大致以西北—東南走向經過下山地區西南角界點，向西北可前往六家北郊後於竹北下斗崙與省道台1線交會，向東南可前往芎林市區南郊、國道3號竹林交流道、內灣、尖石等地。
縣道123號是下山橋至竹東的道路，其北側端點位於本地區西南角界點的縣道120號路口，由此向東南東轉東南經一小段邊界線後，可前往芎林市區、竹東等地。
鄉道竹22線是東興至上山的道路，大致以西南—東北走向轉西北—東南走向蜿蜒經過本地區，向西南可前往竹北東海國小附近止於縣道120號路口，向東南可前往上山地區田洋聚落附近止於縣道123號路口。